# Messier 80
A Messier 80 (más néven M80 vagy NGC 6093) egy gömbhalmaz a Skorpió csillagképben.

## Felfedezése
Az M80 gömbhalmazt Charles Messier francia csillagász fedezte fel, majd katalogizálta 1781. január 4-én. William Herschel volt az első, akinek sikerült csillagokra bontani a halmazt.

## Tudományos adatok
A Tejútrendszer egyik legsűrűbb gömbhalmaza, amely több százezer csillagból áll.

## Megfigyelési lehetőség
Viszonylag könnyen megtalálható, mivel az Antares (Alfa Scorpii) és Graffias (Béta Scorpii) csillagok között szinte félúton  helyezkedik el. Magyarországról március végétől nagyjából szeptemberig látható.